# Джон Діллон (яхтсмен)
Джон Діллон (англ. John Dillon, 24 березня 1921 — 17 жовтня 1988) — британський яхтсмен.
Срібний призер Олімпійських Ігор 1956 року в класі 5,5 метра, учасник 1952 року.